# Maqueda
Maqueda è un comune spagnolo di 476 abitanti situato nella comunità autonoma di Castiglia-La Mancia.

## Origine del nome
Il nome Maqueda deriva dal termine arabo Maqqada, che significa stabile o solido.